# Scabiosa tysonii
Scabiosa tysonii är en tvåhjärtbladig växtart som beskrevs av Harriet Margaret Louisa Bolus. Scabiosa tysonii ingår i släktet fältväddar, och familjen Dipsacaceae. Inga underarter finns listade i Catalogue of Life.